# Римске терме (Плочник)
Остаци римских терми или јавног купатила у селу Баце налазе се у области Топлице, недалеко од Прокупља и Куршумлије. 
Припадају ширем подручју археолошког локалитета Плочник и пружају се испод надвожњака, где пролази пут Прокупље-Куршумлија.

## Историја
Археолошки налази, посебно новац из доба владавине римског цара Марка Аурелија Антонина Каракале (211 – 217), указују да су римске терме у Баце саграђене у 3. или 4. веку. У датом периоду је област Топлице била под суверенитетом Римског царства и укључена у римски војнополитички и административни систем. Досадашња археолошка и историјска истраживања потврдила су постојање римског утврђења на овом простору, где су биле стациониране две римске легије – IV Флавијева и VII Клаудијева – са важним задатком одбране граница царства. Поред утврђења на овом простору се временом развијају и градови, као што су Хамеум (данашње Прокупље) и Ад Финес (данашња Куршумлија). Хигијенске и друге потребе становника муниципија изискивале су изградњу јавних купатила, тзв. терми. Терме је, међутим, било могуће подизати само на одговарајућим местима, као што је управо била област Топлице, богата изворима топлих вода по којима су јој стари Словени и дали име.
Живот римских терми у Баце тешко је реконструисати на основу доступних података. Међутим, може се претпоставити да, као и чувене терме Диоклецијана, Трајана и Каракале, нису представљале само места за обављање хигијенских потреба, већ су била и друштвена и културна средишта. Била су места за окупљање, дружење, преговарање и закључивање послова.

## Архитектура
Римске терме у Бацу откривене су шездесетих година 20. века, приликом градње пута Ниш-Куршумлија. Иницијативом Републичког завода за заштиту споменика и Завода за заштиту споменика из Ниша убрзо су конзервиране. На основу археолошких и историјских налаза претпоставка је да су изграђене током 3. века или почетком 4. века. Површина откривеног објекта износи 24x14m, са тим да је део грађевине стицајем околности остао неоткопан. Објекат се пружа правцем исток-запад и по дужини је подељен на два дела: јужни и северни. На југу се пружају базени са топлом водом (калдаријуми) и један базен са хладном водом (фригидаријум), а на северу се налазе три просторије, које су се састојале од једне веће свлачионице (аподитеријум) и две мање гардеробе. Терме су располагале системом за грејање одаја и базена (хипокаустом), а биле су изграђене од камена и опеке.